# IC 1394
IC 1394 ist eine kompakte Galaxie vom Hubble-Typ C im Sternbild Pegasus am Nordsternhimmel. Sie ist schätzungsweise 402 Millionen Lichtjahre von der Milchstraße entfernt.
Das Objekt wurde am 14. September 1887 von Lewis Swift entdeckt.